# Electrentomoidea
Super-famille
Taxons de rang inférieur
- Compsocidae
- Electrentomidae
- Musapsocidae
- Protroctopsocidae
- Troctopsocidae

Les Electrentomoidea sont une super-famille d'insectes de l'ordre des Psocoptera, du sous-ordre des Troctomorpha et de l'infra-ordre des Amphientometae.

## Liste des familles
Selon Catalogue of Life (26 mars 2023) :
- Compsocidae Mockford, 1967
- Electrentomidae Enderlein, 1911
- Musapsocidae Mockford, 1967
- Protroctopsocidae Smithers, 1972
- Troctopsocidae Mockford, 1967